# Холокост в Наровлянском районе
Холокост в Наровля́нском районе — систематическое преследование и уничтожение евреев на территории Наровлянского района Гомельской области оккупационными властями нацистской Германии и коллаборационистами в 1941—1944 годах во время Второй мировой войны, в рамках политики «Окончательного решения еврейского вопроса» — составная часть Холокоста в Белоруссии и Катастрофы европейского еврейства.

## Геноцид евреев в районе
Наровлянский район был полностью оккупирован немецкими войсками в сентябре 1941 года, и оккупация продлилась более двух лет — до декабря 1943 года. Нацисты включили Наровлянский район в состав территории, административно отнесённой в состав генерального округа «Житомир» рейхскомиссариата Украина.
Для осуществления политики геноцида и проведения карательных операций сразу вслед за войсками в район прибыли карательные подразделения войск СС, айнзатцгруппы, зондеркоманды, тайная полевая полиция (ГФП), полиция безопасности и СД, жандармерия и гестапо.
Во всех крупных деревнях района были созданы районные (волостные) управы и полицейские гарнизоны из коллаборационистов.
Одновременно с оккупацией нацисты и их приспешники начали поголовное уничтожение евреев. «Акции» (таким эвфемизмом гитлеровцы называли организованные ими массовые убийства) повторялись множество раз во многих местах. В тех населенных пунктах, где евреев убили не сразу, их содержали в условиях гетто вплоть до полного уничтожения, используя на тяжелых и грязных принудительных работах, от чего многие узники умерли от непосильных нагрузок в условиях постоянного голода и отсутствия медицинской помощи.
Евреев в районе убивали в Наровле, деревнях Лиховня, Довляды и других. За время оккупации практически все евреи Наровлянского района были убиты, а немногие спасшиеся в большинстве воевали впоследствии в партизанских отрядах.

## Гетто
Оккупационные власти под страхом смерти запретили евреям снимать желтые латы или шестиконечные звезды (опознавательные знаки на верхней одежде), выходить из гетто без специального разрешения, менять место проживания и квартиру внутри гетто, ходить по тротуарам, пользоваться общественным транспортом, находиться на территории парков и общественных мест, посещать школы.
Реализуя нацистскую программу уничтожения евреев, немцы создавали гетто почти во всех городах и населённых пунктах Беларуси, где проживало еврейское население. Так и в Наровлянском районе оккупанты организовали одно гетто — в Наровле, куда согнали и евреев из ближних деревень.

### Гетто в Наровле
В 1939 году в посёлке Наровля жили 1167 евреев — 29,8 % населения. Посёлок был захвачен немецкими войсками 27 августа 1941 года, и находился под нацистской оккупацией 2 года и 3 месяца — до 30 ноября 1943 года. Большинство евреев Наровли эвакуировалось или были мобилизованы (мужчины), но часть осталась под оккупацией.
Вскоре после оккупации всех евреев города под страхом смерти заставили нашить на верхнюю одежду желтые латы. У евреев отоборали все съестные припасы. Их избивали и всячески над ними издевались. Гетто в Наровле было создано в начале сентября 1941 года, было огорожено колючей проволокой и охранялось.
23 ноября 1941 года вечером около 100 евреев вместе с детьми вывели на еврейское кладбище и расстреляли. Оставшихся евреев убили в начале 1942 года. Всего в посёлке погибли около 130 евреев.

## Память
Опубликованы неполные списки жертв геноцида евреев в Наровлянском районе.
Только через годы после войны выжившие и вернувшиеся наровлянские евреи собрали деньги, и смогли на кладбище, рядом с рекой Припять, установить памятник убитым родным с надписью без упоминания о евреях: «Здесь похоронено свыше 100 человек, зверски убитых 22 (23).11.1941 г. фашистскими палачами и их пособниками — полицейскими».